# Al-Marwijja
Al-Marwijja (arab. المروية) – wieś w Syrii, w muhafazie Aleppo, w dystrykcie Afrin. W 2004 roku liczyła 693 mieszkańców.